# Вонзес
Вонзес (нем. Wonsees) — община в Германии, в земле Бавария. 
Подчиняется административному округу Верхняя Франкония. Входит в состав района Кульмбах. Подчиняется управлению Казендорф.  Население составляет 1149 человек (на 31 декабря 2010 года). Занимает площадь 36,78 км².
Община подразделяется на 10 сельских округов.

## Административное деление
В настоящее время община Вонзес подразделяется на 10 сельских округов.
| - Вонзес (нем. Wonsees) - Гельбсройт (нем. Gelbsreuth) - Гросенхюль (нем. Großenhül) - Занспарайль (нем. Sanspareil) - Кляйнхюль (нем. Kleinhül) | - Линденмюле (нем. Lindenmühle) - Плётцмюле (нем. Plötzmühle) - Фойлерсдорф (нем. Feulersdorf) - Цедерзиц (нем. Zedersitz) - Ширрадорф (нем. Schirradorf) |

## Население
По оценке на 31 декабря 2015 года население общины Вонзес составляет 1125 чел. 

| Дата      | 1840 | 1871 | 1900 | 1925 | 1939 | 1950 | 1961 | 1970 | 1987 | 2011 |
| --------- | ---- | ---- | ---- | ---- | ---- | ---- | ---- | ---- | ---- | ---- |
| Население | 1577 | 1665 | 1406 | 1384 | 1185 | 1681 | 1247 | 1178 | 1068 | 1171 |

| Год       | 1960 | 1970 | 1980 | 1990 | 2000 | 2009 | 2010 | 2011 | 2012 | 2013 | 2014 | 2015 |
| --------- | ---- | ---- | ---- | ---- | ---- | ---- | ---- | ---- | ---- | ---- | ---- | ---- |
| Население | 1215 | 1177 | 1096 | 1097 | 1172 | 1145 | 1149 | 1152 | 1141 | 1122 | 1122 | 1125 |

## Известные уроженцы
- Таубман, Фридрих (1565—1613) — немецкий учёный, филолог, гуманист и новолатинский поэт.